# Le Chant du rossignol
Le Chant du rossignol est un poème symphonique en trois parties, qu'Igor Stravinsky adapte en 1917 pour les Ballets russes de Serge de Diaghilev d'après son opéra Le Rossignol, créé en 1914. La première représentation en ballet n'a toutefois lieu qu'en 1920. L'œuvre reprend l'essentiel des deuxième et troisième actes de l'opéra et dure environ vingt minutes.

## Histoire

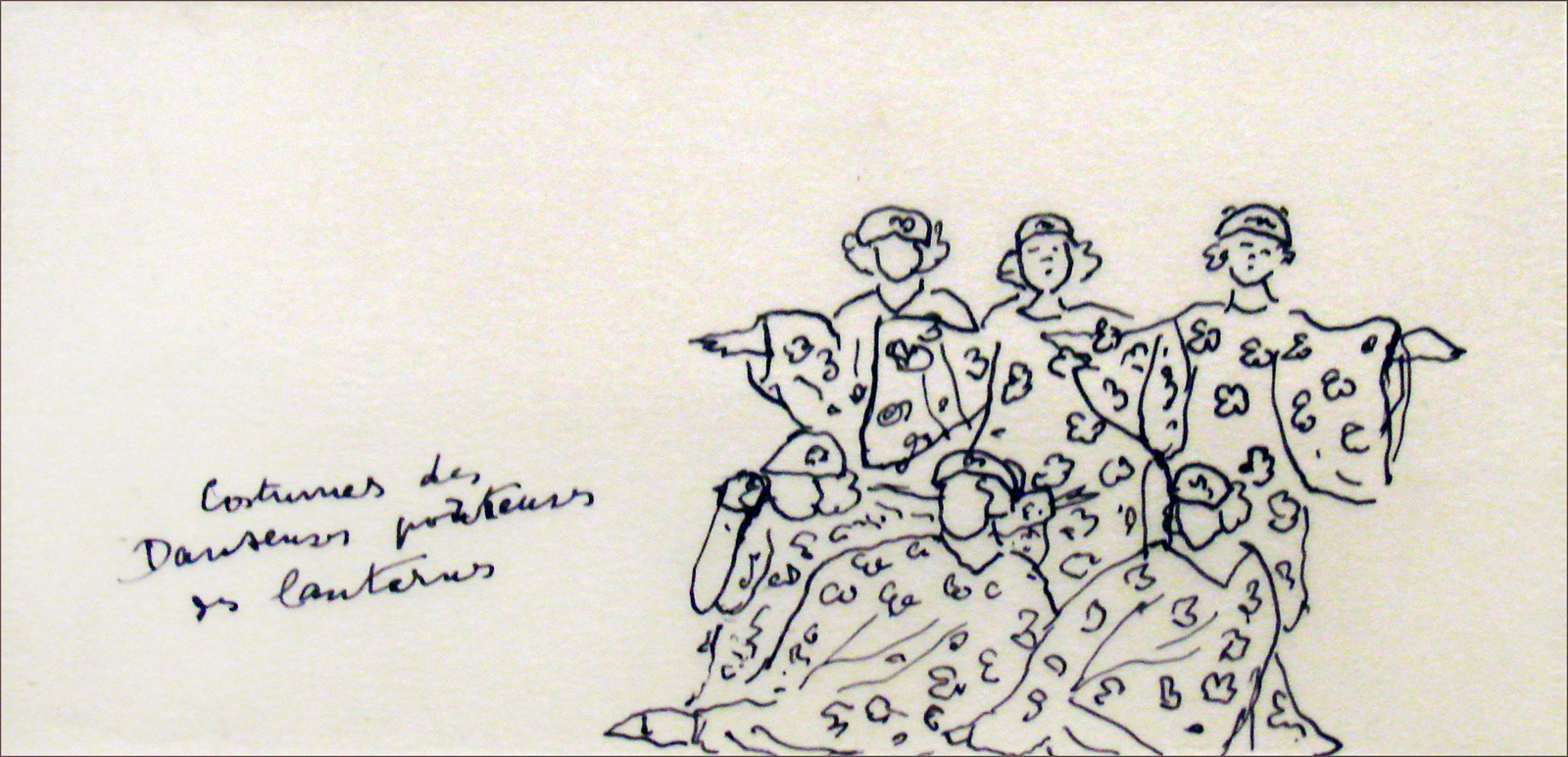
Costumes d'Henri Matisse pour le chant du rossignol

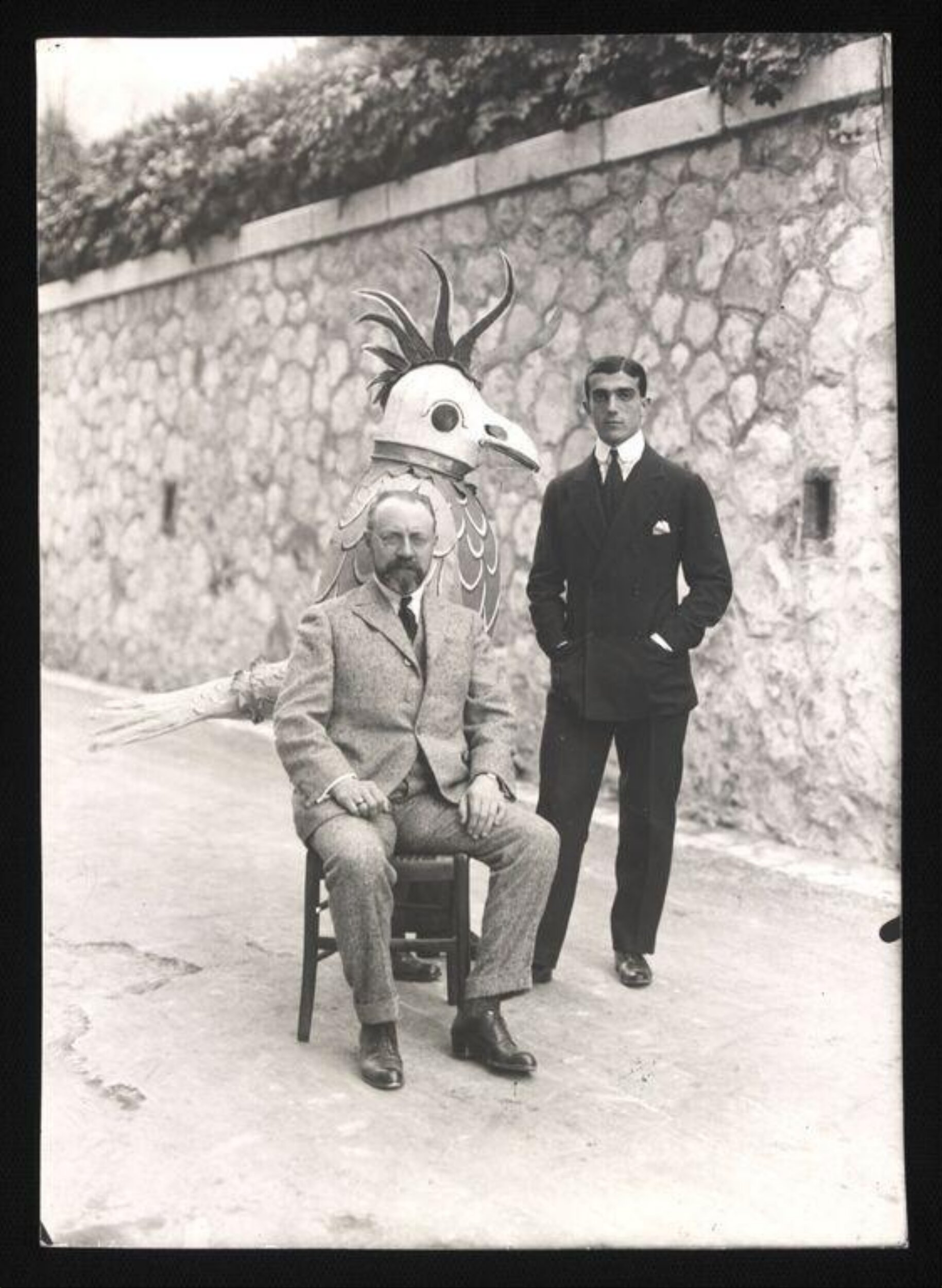
Henri Matisse et Léonide Massine (Ballets russes, Opéra)

Diaghilev désirant faire une adaptation chorégraphique du Rossignol de Stravinsky, celui-ci compose un poème symphonique en trois parties en 1917, qui peut par la suite servir de musique pour un ballet.
L'œuvre est créée en concert le 6 décembre 1919 à Genève, sous la direction d'Ernest Ansermet. L'adaptation chorégraphique, quant à elle, est créée le 2 février 1920 à l'Opéra de Paris, dans une chorégraphie de Léonide Massine et des décors et des costumes d'Henri Matisse. Tamara Karsavina, Lydia Sokolova et Stanislas Idzikowski tiennent les rôles principaux.
George Balanchine reprend le ballet avec une nouvelle chorégraphie à Paris, le 17 juin 1925. Alicia Markova y danse le rôle-titre.

## Analyse

### Orchestration
Effectif orchestral : 2 flûtes (2e flûte/piccolo), 2 hautbois (2e hautbois/cor anglais), 2 clarinettes (2e clarinette/clarinette en mi bémol), 2 bassons; 4 cors, 3 trompettes, 3 trombones, 1 tuba; timbales, percussions (cymbales, tam-tam, triangle, grosse caisse, caisse claire, tambourin); 2 harpes; 1 celesta, 1 piano; les cordes.

## Discographie
- Robert Craft a enregistré l'œuvre sous la supervision de Stravinsky en 1967 avec le Columbia Symphony Orchestra. Cet enregistrement est disponible dans l'intégrale Stravinsky sur Sony Classical.
- Lorin Maazel a également gravé l'œuvre à la tête du Rundfunk-Sinfonieorchester Berlin en 1957 pour la firme Deutsche Grammophon.
- Antal Doráti l'a enregistrée les 22 et 24 juin 1964 avec le london symphonie orchestra au watford town hall (réédité en format sacd en 2004 sous label mercury living présence)